# Авторське право в Європейському Союзі
Авторське право в Європейському союзі виникло у спробі узгодження різних законів про авторське право Європейського Союзу держав-членів. Воно складається з ряду директив, які держави-члени зобов'язані ратифікувати і виконувати рішення Суду Європейського Союзу, тобто Європейського суду юстиції та Генерального суду.

## Історія
Спроби узгодження авторського права в Європі (і далі) можна датувати підписом Бернської конвенції про охорону літературних і художніх творів 9 вересня 1886: всі члени Європейського Союзу, які підписали Бернську конвенцію, і дотримання своїх диспозицій тепер є обов'язковою частиною перед приєднанням. Першим важливим кроком, зробленим у Європейському економічному співтоваристві в авторському праві стало рішення застосувати загальний стандарт для захисту в авторському праві програм для комп'ютерів, прийнятим у Директиві комп'ютерних програм в 1991 році. Загальний термін захисту в авторському праві, 70 років з дня смерті автора був створений в 1993 році як Директива Тривалість Copyright.